# Qal‘eh Ḩasan
Qal‘eh Ḩasan (persiska: قَلعِه حَسَن, قلعه حسن, قُل حَسَن, Qol Ḩasan, غَلعِه هَسَن, كولوسان, كُلُسَن) är en ort i Iran.   Den ligger i provinsen Västazarbaijan, i den nordvästra delen av landet, 500 km väster om huvudstaden Teheran. Qal‘eh Ḩasan ligger 1 280 meter över havet och antalet invånare är 657.
Terrängen runt Qal‘eh Ḩasan är platt åt nordväst, men åt sydost är den kuperad.Runt Qal‘eh Ḩasan är det ganska tätbefolkat, med 60 invånare per kvadratkilometer. Närmaste större samhälle är Chahār Borj-e Qadīm, 19,1 km nordost om Qal‘eh Ḩasan. Trakten runt Qal‘eh Ḩasan består i huvudsak av gräsmarker.